# Brian Steen Nielsen
Brian Steen Nielsen (Vejle, Dinamarca, 28 de diciembre de 1968) es un exfutbolista danés, se desempeñaba como mediocampista defensivo. Tras su retirada comenzó a ejercer de director deportivo.

## Clubes
| Club               | País      | Año         | Partidos | Goles |
| Vejle BK           | Dinamarca | 1988 - 1992 | 105      | 2     |
| Odense BK          | Dinamarca | 1992 - 1993 | 31       | 4     |
| Fenerbahçe SK      | Turquía   | 1993 - 1995 | 50       | 4     |
| Odense BK          | Dinamarca | 1995 - 1996 | 29       | 2     |
| Urawa Red Diamonds | Japón     | 1996        | 6        | 0     |
| Odense BK          | Dinamarca | 1997 - 1998 | 41       | 1     |
| Aalborg BK         | Dinamarca | 1998 - 2001 | 84       | 10    |
| Malmö FF           | Suecia    | 2001 - 2002 | 29       | 0     |
| Aarhus GF          | Dinamarca | 2002 - 2004 | 65       | 5     |

- Datos: Q2076659